# وزارت کار ایالات متحده آمریکا

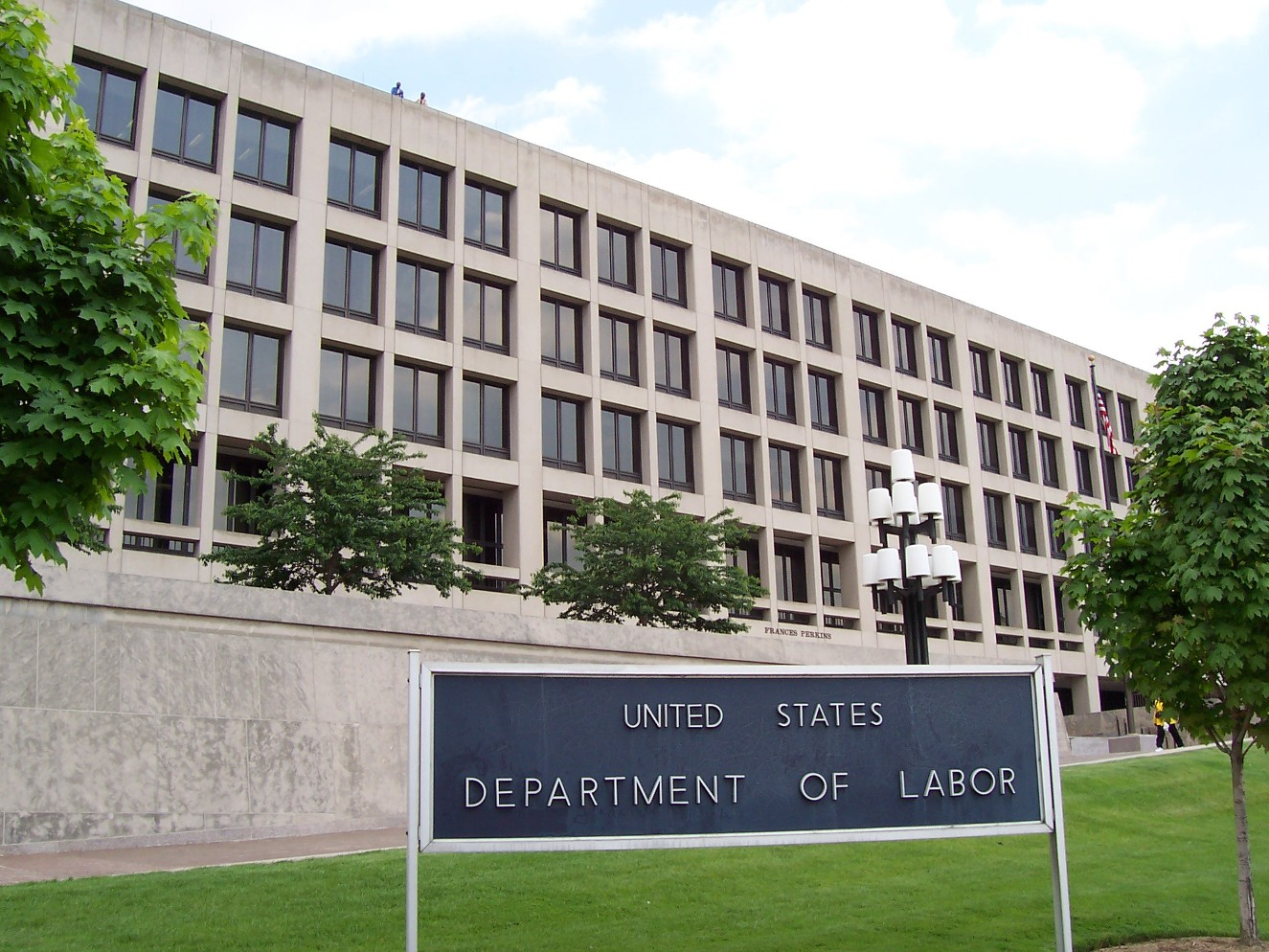
نمای وزارتخانه

وزارت کار ایالات متحده آمریکا (به انگلیسی: United States Department of Labor) یکی از پانزده وزارتخانه‌های دولت فدرال ایالات متحده آمریکا است.
مقر سازمان در واشینگتن است.

## وب‌گاه رسمی
- www.dol.gov